# Ligne 1 du tramway de Szczecin
Pour les articles homonymes, voir Ligne 1.

Développement de la ligne 1 dans les années 1905-1927

La ligne 1 du tramway de Szczecin relie l'arrêt Głębokie à la Potulicka Via Głębokie - Wojska Polskiego – Piłsudskiego – Matejki – Plac Żołnierza Polskiego – Niepodległości – 3 Maja – Narutowicza – Potulicka. Elle fut inaugurée 1905 et compte actuellement 20 stations pour une longueur de 9,4 km.

## Tracé et stations

### Tracé
| → Potulicka | → Głębokie |
| --- | --- |
| Głębokie – Wojska Polskiego – Piłsudskiego – Matejki – Plac Żołnierza Polskiego – Niepodległości – 3 Maja – Narutowicza – Potulicka | Potulicka – Narutowicza – 3 Maja – Niepodległości – Plac Żołnierza Polskiego – Matejki – Piłsudskiego – Wojska Polskiego – Głębokie |

### Liste des stations
| Stations                 | Quartier desservi     | Correspondances tram               |
| ------------------------ | --------------------- | ---------------------------------- |
| Głębokie                 | Głębokie-Pilchowo     | (9)                                |
| Kasyno                   | Głębokie-Pilchowo     | (9)                                |
| Goplana                  | Głębokie-Pilchowo     | (9)                                |
| Tor kolarski             | Zawadzkiego-Klonowica | (9)                                |
| Rondo Olszewskiego       | Zawadzkiego-Klonowica | (9)                                |
| Zajezdnia Pogodno        | Pogodno               | (9)                                |
| Unii Lubelskiej          | Pogodno               | (9)                                |
| Skłodowskiej             | Pogodno               | (9)                                |
| Bogumiły                 | Łękno                 | (9)                                |
| Piotra Skargi            | Śródmieście-Północ    |                                    |
| Felczaka                 | Śródmieście-Północ    |                                    |
| Plac Szarych Szeregów    | Centrum               | (5) · (11) · (12)                  |
| Plac Grunwaldzki         | Centrum               | (5) · (11) · (12)                  |
| Plac Rodła               | Centrum               | (2) · (3) · (5) · (11) · (12)      |
| Filharmonia              | Stare Miasto          |                                    |
| Plac Żołnierza Polskiego | Centrum               | (2) · (3)                          |
| Brama Portowa            | Centrum               | (2) · (3) · (7) · (8) · (9) · (10) |
| Plac Zawiszy             | Nowe Miasto           | (9)                                |
| Sowińskiego              | Nowe Miasto           | (9)                                |
| Potulicka                | Nowe Miasto           | (9)                                |

## Exploitation

### Matériel roulant
| Image | Modèle              | Constructeur | Construction |
| ----- | ------------------- | ------------ | ------------ |
|       | Tatra KT4DtM        | ČKD          | 1974–1997    |
|       | Moderus Beta MF15AC | Modertrans   | 2014         |